# 안드로메다자리 입실론 b
안드로메다자리 입실론 b(안드로메다자리 입실론 B는 적색 왜성이기 때문에, 안드로메다자리 입실론 Ab로 불릴 때도 있다.)는 지구에서 44광년 떨어져 있는 외계 행성으로, 안드로메다자리에 있다. 이 행성의 어머니 항성인 안드로메다자리 입실론 A는 태양과 거의 비슷한 항성으로, 공전주기는 약 5일이다. 발견자는 제오프리 마시와 R. 폴 버틀러이며, 발견년도는 1996년이다. 이 행성은 외계 행성들이 발견되기 시작했던 초기 시기의 '뜨거운 목성' 중 하나이다. 안드로메다자리 입실론 b는 이 행성계의 구성원들 중 어머니 항성에 가장 가까이 붙어 있다.

## 발견 역사
발견된 대부분의 외계 행성들과 마찬가지로 안드로메다자리 입실론 b는 행성의 중력에 의해 발생하는 어머니 항성의 떨림을 시선속도법을 이용하여 발견했다. 이러한 떨림은 안드로메다자리 입실론별의 떨림을 도플러 효과를 응용한 정교한 관측 기구를 이용해 찾아낸 것이다. 이 행성의 발견 사실은 목동자리 타우 주위를 도는 행성 및 게자리 55 b와 함께, 1997년 1월에 공표되었다.

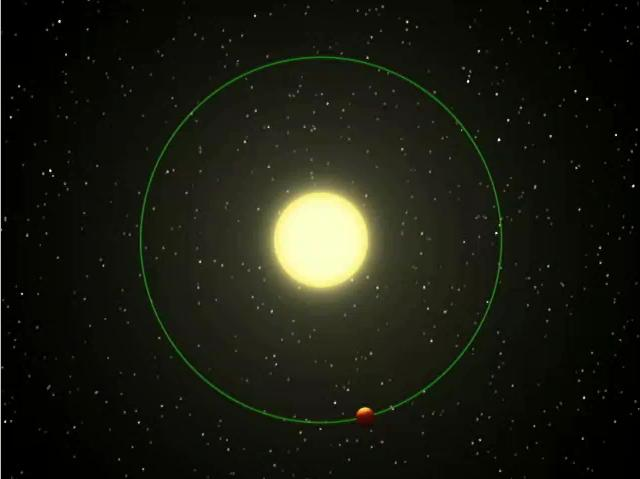
안드로메다자리 입실론 b의 궤도

페가수스자리 51 b와 비슷하게, 입실론 b는 평범한 항성 주위를 도는 행성으로, 어머니 항성에 매우 가까이 붙어 돌고 있는데 이는 수성과 태양의 거리보다 더 가까운 것이다. b가 항성 주위를 한 바퀴 도는 데에는 4.617일밖에 걸리지 않고, 항성으로부터의 거리는 0.0595천문단위이다.
시선속도법으로 알 수 있는 외계 행성의 질량은 최솟값이다. 안드로메다자리 입실론 b의 경우 질량 최솟값은 목성질량의 68.7퍼센트로, b의 궤도경사각에 따라 실제 질량은 훨씬 더 클 수 있다. 그런데 천문학자들은 최근 b의 공전면 경사각이 30도 이상임을 알아냈는데, 여기에 따르면 b의 실제 질량은 목성의 0.687배에서 1.37배 사이가 된다.

## 물리적 특징
b의 질량은 매우 크기 때문에 가스 행성일 것으로 추측되며, 딱딱한 표면은 없을 것으로 보인다. 이 행성은 간접적인 방법만으로 관측되었기 때문에 반지름 및 조성물은 알려져 있지 않다. b는 화학평형 상태에 구성 물질은 목성과 비슷할 것으로 보이며, 대기 상층부에는 철과 규산염의 구름이 떠 있을 것으로 추측하고 있다.
스피처 우주 망원경이 b의 표면 온도를 측정했는데, 밤의 반구와 낮의 반구 사이 온도가 약 섭씨 1,400도 정도 차이가 나는 것을 알아냈다. 이는 밤의 영역 온도가 섭씨 20 ~ 230도, 낮의 영역 온도가 1,400 ~ 1,650도임에 기반한 값이다. 이처럼 큰 온도 차이는 b가 어머니 항성에 대해 조석적으로 고정이 되었기 때문으로 보고 있다.
안드로메다자리 입실론 b 때문에 어머니 항성의 채층 활동량이 상승한 것으로 보인다. 관측 결과에 따르면 행성직하점에서 169도 떨어진 곳 부근에 '고온점'이 있는 것으로 보인다. 이는 행성의 자기장과 항성이 상호 작용을 일으킨 결과일 것이다. 이러한 기구는 사냥개자리 RS 항성들에서 공통적으로 나타나는 것으로 보이며, 목성과 위성 이오의 상호 작용과도 비슷해 보인다.
입실론 b는 질량이 큰 자연 위성을 갖고 있지 않은 것으로 보이는데, 그 이유는 조석력으로 인해 행성계의 나이에 비할 때 짧은 시간 내로 위성을 궤도에서 내쳐서 날려 버리거나, 또는 파괴시켰을 것이기 때문이다.

## 같이 보기
- 게자리 55 b
- 목동자리 타우 b
- 안드로메다자리 입실론 c
- 안드로메다자리 입실론 d

## 참고 문헌
1. ↑  Butler, R.;  외. (1997). “페가수스 51과 비슷한 세 개의 새로운 행성들(Three New 51 Pegasi-Type Planets)”. 《The Astrophysical Journal》 474: L115 – L118. doi:10.1086/310444.[깨진 링크(과거 내용 찾기)]
2. ↑  Butler, R.;  외. (2006). “지구 근처 외계행성 목록(Catalog of Nearby Exoplanets)”. 《The Astrophysical Journal》 646: 505 – 522. doi:10.1086/504701.[깨진 링크(과거 내용 찾기)] (웹 버전)
3. ↑  Sudarsky, D.;  외. (2003). “외계 가스 행성들의 이론적 스펙트럼과 대기상태(Theoretical Spectra and Atmospheres of Extrasolar Giant Planets)”. 《The Astrophysical Journal》 588 (2): 1121 – 1148. doi:10.1086/374331.
4. ↑  J, Harrington; Hansen BM, Luszcz SH, Seager S, Deming D, Menou K, Cho JY, Richardson LJ (2006년 Oct 27월). “The phase-dependent infrared brightness of the extrasolar planet upsilon Andromedae b”. 《사이언스》 314 (5799): 623–6. doi:10.1126/science.1133904. PMID 17038587.
5. ↑  “Hot Jupiters and Hot Spots: The Short- and Long-term Chromospheric Activity on Stars with Giant Planets”. 《The Astrophysical Journal》 622: 1075 – 1090. 2005. doi:10.1086/428037. |공저자=는 |저자=를 필요로 함 (도움말)[깨진 링크(과거 내용 찾기)]
6. ↑  Barnes, J., O'Brien, D. (2002). “Stability of Satellites around Close-in Extrasolar Giant Planets”. 《The Astrophysical Journal》 575 (2): 1087 – 1093. doi:10.1086/341477.